# 光文社文庫
光文社文庫（こうぶんしゃぶんこ）とは株式会社光文社が発行している文庫レーベル。

## 沿革と概要
1984年8月創刊。創刊時のラインナップは松本清張『網』、赤川次郎『殺人はそよ風のように』、西村京太郎『京都感情旅行殺人事件』（2010年時点で127万部・本文庫の最高部数）、山村美紗『愛の海峡殺人事件』など。以降、光文社が刊行した作品の文庫化を中心に主にエンターテイメント系の作品を収めている。歴史・時代小説は「光文社時代小説文庫」の表記の上で収録し徳間文庫などと同じくそれまでの人気作家の作品を多く収めていたが、現在は書き下ろし小説が中心である。
2000年にはノンフィクション・雑学系の「知恵の森文庫」、2006年に日本国外の古典的価値を持つ作品を新たに訳し下ろす形で刊行する「光文社古典新訳文庫」を創刊した。この文庫のマスコットはチャップリンを模している。また独特の手触りのカバーが特徴的で、2007年にはカバーデザインを一新した。2022年4月、ノンフィクションおよび学術系のレーベル「光文社未来ライブラリー」を創刊した。
推理小説の代表的な作品を系統的に復刊している。『新訳シャーロック・ホームズ全集』、『江戸川乱歩全集』（全30巻）、『山田風太郎ミステリー傑作選』（全10巻）、『高木彬光コレクション』、『松本清張短編全集』（全11巻・実際には選集）、『鮎川哲也コレクション』、『土屋隆夫コレクション』、『都筑道夫コレクション』（全10巻）など。またミステリー文学資料館の編纂により、『新青年』や『宝石』など日本の推理雑誌に収録された傑作をまとめた作品集を出版している。